# Linia kolejowa Lyon – Bourg-en-Bresse
Linia kolejowa Lyon – Bourg-en-Bresse – francuska zelektryfikowana linia kolejowa, łącząca Lyon z Bourg-en-Bresse. W całości przebiega na terenie regionie Rodan-Alpy. Została otwarta w 1866 roku.
W wykazie Réseau Ferré de France widnieje pod numerem 886 000.